# Garenmarkt (Bruges)
Pour les articles homonymes, voir Garenmarkt.
Garenmarkt est une rue du centre de Bruges.

## Historique
L'endroit était à l'origine appelé Ten Nazarette ou Nazaretteplatse. Le nom provenait du monastère de Nazareth, où s’arrêtaient les pauvres, les pèlerins et les voyageurs, qui se trouvait dans les environs vers 1300.
À partir de 1580, les gens commencèrent à parler de la rue sous les noms de Nazaretteplatse ou de Vlasmarkt (« marché du lin »), car les commerçants de lin se réunissaient pour déterminer les prix de la matière première. À partir des années 1700, le marché était axé sur le fil et la rue prit le nom de Garenmarkt.

## Culture et patrimoine

### Patrimoine
La rue est le site de l'une des résidences du Collège d'Europe, appelé « Garenmarkt », dans laquelle se trouve notamment la cantine des étudiants.
- Hôtel Du Jardin

### Résidents notables
- les membres de la Famille Du Jardin.

## Sources
- (nl) Cet article est partiellement ou en totalité issu de l’article de Wikipédia en néerlandais intitulé « Garenmarkt (Brugge) » (voir la liste des auteurs).